# Juncus dichotomus
Juncus dichotomus är en tågväxtart som beskrevs av Stephen Elliott. Juncus dichotomus ingår i släktet tåg, och familjen tågväxter. Inga underarter finns listade i Catalogue of Life.